# 第72回菊花賞
第72回菊花賞（だい72かいきっかしょう）は、2011年10月23日に京都競馬場で施行された競馬競走である。オルフェーヴルが皐月賞、東京優駿に続き優勝し、クラシック三冠を達成した。

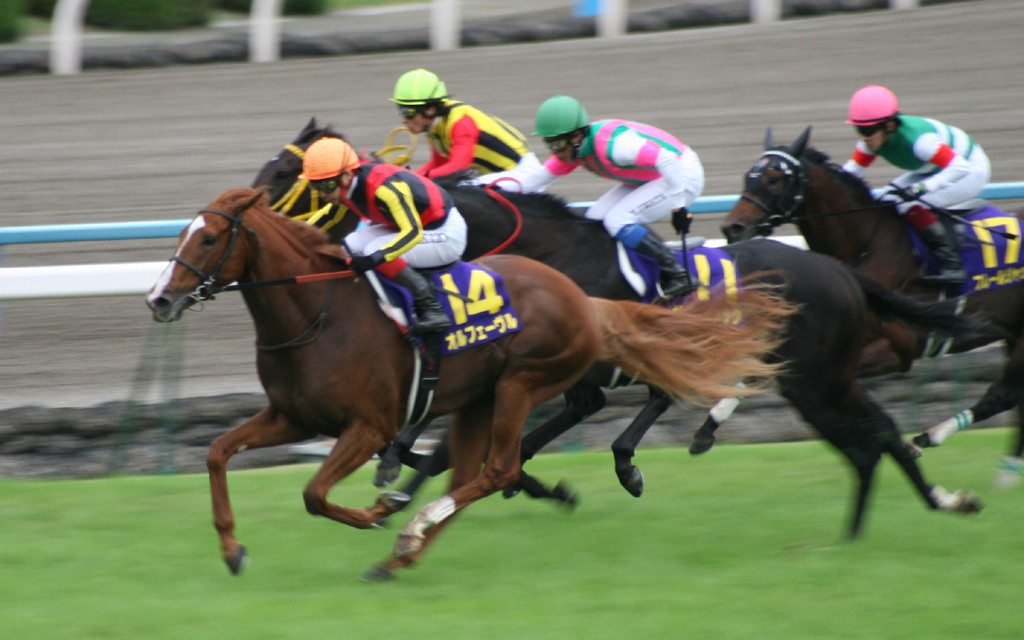
2011年 菊花賞・最後の直線に向かうオルフェーヴル

## レース施行時の状況
同年の競馬は3月11日に発生した東日本大震災の影響を受け、中山競馬場が使用中止に追い込まれたため、皐月賞は東京競馬場の芝2000メートルで行われた。
この皐月賞と東京優駿を共にオルフェーヴルが制し、春の二冠を達成した。同馬は夏を順調に過ごし、トライアル競走である神戸新聞杯も快勝。クラシック三冠が達成されるかに注目が集まった。
他の有力馬には、東京優駿、神戸新聞杯でオルフェーヴルには敗れたもののいずれも2着だったウインバリアシオン、きさらぎ賞ではオルフェーヴルを破り、セントライト記念でも2着とまずまずの結果を残したトーセンラー、そのセントライト記念でトーセンラーなどを破り、重賞2勝目を挙げたフェイトフルウォー、ラジオNIKKEI賞の勝ち馬でここまで4戦3勝のフレールジャックなどが挙げられた。
トライアルレースは春の実績馬が上位を占め、目立った上がり馬は見当たらなかった。

### トライアルの結果
第59回神戸新聞杯 2011年9月25日 阪神芝外2,400 m
| 着順 | 競走馬名           | 性齢 | 騎手     | タイム | 着差     |
| ---- | ------------------ | ---- | -------- | ------ | -------- |
| 1    | オルフェーヴル     | 牡3  | 池添謙一 | 2.28.3 |          |
| 2    | ウインバリアシオン | 牡3  | 安藤勝己 | 2.28.7 | 2馬身1/2 |
| 3    | フレールジャック   | 牡3  | 福永祐一 | 2.29.1 | 2馬身1/2 |

第65回セントライト記念 2011年9月18日 中山芝外2,200 m
| 着順 | 競走馬名           | 性齢 | 騎手     | タイム | 着差     |
| ---- | ------------------ | ---- | -------- | ------ | -------- |
| 1    | フェイトフルウォー | 牡3  | 柴田善臣 | 2.10.3 |          |
| 2    | トーセンラー       | 牡3  | 蛯名正義 | 2.10.5 | 1馬身1/4 |
| 3    | サダムパテック     | 牡3  | 岩田康誠 | 2.10.7 | 1馬身1/4 |

## 出走馬と枠順
フランスに遠征したナカヤマナイト、左前球節部の痛みのために東京優駿を回避しその後の回復が遅れたダノンバラードの姿はなかったが、その他の有力馬は概ね出走した。
2011年10月23日 京都競馬場 芝外回り 3,000 m
| 枠番 | 馬番 | 競走馬名           | 性齢 | 騎手       | オッズ        | 調教師     |
| ---- | ---- | ------------------ | ---- | ---------- | ------------- | ---------- |
| 1    | 1    | トーセンラー       | 牡3  | 蛯名正義   | 12.2（3人）   | 藤原英昭   |
| 1    | 2    | ルイーザシアター   | 牡3  | 岡部誠     | 172.5（16人） | 加藤征弘   |
| 2    | 3    | スーサングレート   | 牡3  | 和田竜二   | 254.2（18人） | 鈴木孝志   |
| 2    | 4    | ユニバーサルバンク | 牡3  | 田辺裕信   | 120.2（11人） | 松田博資   |
| 3    | 5    | フェイトフルウォー | 牡3  | 柴田善臣   | 17.1（4人）   | 伊藤伸一   |
| 3    | 6    | シゲルリジチョウ   | 牡3  | 藤田伸二   | 166.8（15人） | 小島貞博   |
| 4    | 7    | ゴットマスタング   | 牡3  | 国分恭介   | 140.9（13人） | 木原一良   |
| 4    | 8    | ベルシャザール     | 牡3  | 後藤浩輝   | 21.9（6人）   | 松田国英   |
| 5    | 9    | ダノンミル         | 牡3  | 浜中俊     | 102.6（10人） | 藤原英昭   |
| 5    | 10   | ロッカヴェラーノ   | 牡3  | 川田将雅   | 185.5（17人） | 中村均     |
| 6    | 11   | サダムパテック     | 牡3  | 岩田康誠   | 24.0（7人）   | 西園正都   |
| 6    | 12   | ハーバーコマンド   | 牡3  | 木村健     | 166.5（14人） | 加用正     |
| 7    | 13   | ウインバリアシオン | 牡3  | 安藤勝己   | 7.8（2人）    | 松永昌博   |
| 7    | 14   | オルフェーヴル     | 牡3  | 池添謙一   | 1.4（1人）    | 池江泰寿   |
| 7    | 15   | サンビーム         | 牡3  | 秋山真一郎 | 121.9（12人） | 山内研二   |
| 8    | 16   | ダノンマックイン   | 牡3  | 小牧太     | 39.7（9人）   | 橋口弘次郎 |
| 8    | 17   | フレールジャック   | 牡3  | 福永祐一   | 17.6（5人）   | 友道康夫   |
| 8    | 18   | ショウナンマイティ | 牡3  | 武豊       | 33.8（8人）   | 梅田智之   |

## レース展開
スタートは横一線で、出遅れはなかった。スタート直後はサンビームがハナを切ったが、1周目のスタンド前からフレールジャックが先頭に立つ。オルフェーヴルは好スタートを切り、やや行きたがる素振りも見せたが、その後抑えて馬群の中団につけた。一方、ウインバリアシオンは馬群から離れた最後方を追走した。
向こう正面に入るとロッカヴェラーノが先頭を奪う。そして、2周目の坂を下りる頃からオルフェーヴルがポジションを上げていき、直線に向く辺りで早くも先頭に並びかける。そこから一気に後続を突き放し、最大で5～6馬身程の差をつける。最後は池添が手綱を抑える余裕を見せたが、レコードに0.1秒と迫る3分2秒8でオルフェーヴルが優勝、見事にクラシック三冠を達成した。

## レース結果

### 全着順
| 着順 | 枠番 | 馬番 | 競走馬名           | タイム | 着差   | 上3F |
| ---- | ---- | ---- | ------------------ | ------ | ------ | ---- |
| 1    | 7    | 14   | オルフェーヴル     | 3.02.8 |        | 34.6 |
| 2    | 7    | 13   | ウインバリアシオン | 3.03.2 | 2 1/2  | 34.3 |
| 3    | 1    | 1    | トーセンラー       | 3.03.5 | 1 3/4  | 35.2 |
| 4    | 6    | 12   | ハーバーコマンド   | 3.03.6 | クビ   | 35.5 |
| 5    | 6    | 11   | サダムパテック     | 3.03.8 | 1 1/2  | 35.9 |
| 6    | 4    | 7    | ゴットマスタング   | 3.03.8 | アタマ | 35.0 |
| 7    | 3    | 5    | フェイトフルウォー | 3.04.0 | 1 1/4  | 35.4 |
| 8    | 8    | 18   | ショウナンマイティ | 3.04.0 | ハナ   | 35.6 |
| 9    | 2    | 4    | ユニバーサルバンク | 3.04.2 | 1 1/4  | 35.9 |
| 10   | 8    | 17   | フレールジャック   | 3.04.5 | 1 3/4  | 36.4 |
| 11   | 5    | 10   | ロッカヴェラーノ   | 3.04.9 | 2 1/2  | 37.2 |
| 12   | 1    | 2    | ルイーザシアター   | 3.05.4 | 3      | 36.7 |
| 13   | 2    | 3    | スーサングレート   | 3.06.0 | 3 1/2  | 37.4 |
| 14   | 3    | 6    | シゲルリジチョウ   | 3.06.3 | 1 3/4  | 37.6 |
| 15   | 8    | 16   | ダノンマックイン   | 3.06.4 | 3/4    | 37.8 |
| 16   | 5    | 9    | ダノンミル         | 3.07.7 | 8      | 39.1 |
| 17   | 4    | 8    | ベルシャザール     | 3.08.1 | 2 1/2  | 40.1 |
| 18   | 7    | 15   | サンビーム         | 3.13.6 | 大差   | 44.7 |

### データ
| 1000m通過タイム     | 60.6秒（フレールジャック）   |
| 2000m通過タイム     | 2分02秒7                     |
| 上がり4ハロン       | 47.2秒                       |
| 上がり3ハロン       | 35.1秒                       |
| 優勝馬上がり3ハロン | 34.6秒                       |
| 最速上がり3ハロン   | 34.3秒（ウインバリアシオン） |

### 払戻金
| 単勝式 | 14      | 140円   |
| 複勝式 | 14      | 110円   |
| 複勝式 | 13      | 140円   |
| 複勝式 | 1       | 230円   |
| 枠連   | 7-7     | 320円   |
| 馬連   | 13-14   | 330円   |
| ワイド | 13-14   | 170円   |
| ワイド | 1-14    | 320円   |
| ワイド | 1-13    | 740円   |
| 馬単   | 14-13   | 400円   |
| 3連複  | 1-13-14 | 1,050円 |
| 3連単  | 14-13-1 | 2,190円 |

## 達成された記録
- 優勝馬オルフェーヴルはセントライト（1941年）、シンザン（1964年）、ミスターシービー（1983年）、シンボリルドルフ（1984年）、ナリタブライアン（1994年）、ディープインパクト（2005年）に次ぐ、史上7頭目の牡馬クラシック三冠を達成。
- 池添謙一は史上最年少の三冠ジョッキーとなった（32歳3カ月1日）。
- 池添謙一はこの勝利により五大クラシック完全制覇を達成した。GI勝利はカレンチャンで制した本年のスプリンターグステークス以来となる通算15勝目。
- 管理調教師の池江泰寿は、父の池江泰郎（ディープインパクトを管理）に続き、史上初めて親子で三冠トレーナーとなった。
- 勝ちタイム3:02.8は第67回の優勝タイム3:02.7[1]に次ぐ同レース史上2位（当時）
  - 優勝タイムとしては、2024年現在は同レース史上3位[2]

## テレビ・ラジオ中継
本競走の実況担当者
- ラジオNIKKEI
  - 実況：中野雷太
- 関西テレビ（KEIBA BEAT）
  - 実況：岡安譲
  - 解説：岡部幸雄（元JRA騎手）・高橋賢司（トラックマン）
  - パドック実況：吉原功兼
  - ゲート前リポーター：細江純子（元JRA騎手・競馬評論家）